# Within the Ancient Forest
Within the Ancient Forest è il terzo album in studio del gruppo doom metal australiano Paramaecium.

## Tracce
1. In Exordium – 4:40
2. Song of the Ancient – 6:58
3. I Am Not Alive – 9:15
4. The Grave, My Soul – 9:02
5. Gone Is My Former Resolve – 8:33
6. Of My Darkest Hour – 7:38
7. Darkness Dies – 8:47

## Formazione
- Andrew Tompkins - voce, basso
- Jason De Ron - chitarra
- Jayson Sherlock - batteria
- Chris Burton - chitarra
- Sue Bock - voce
- Annette Dowdle - voce
- Elise Tompkins - voce
- Mark Kelson - chitarra
- Sebastian Lorefice - pianoforte
- Roxanne Lascaris - violoncello
- Rosemary Sutton - voce
- Judy Hellemons - flauto